# Jim Wilson
Jim Wilson  es un personaje ficticio, un personaje de apoyo que aparece en los cómics estadounidenses publicados por Marvel Comics. Él es un personaje secundario de Hulk. 
Fue interpretado por P.J Kerr en un cameo en la película de Marvel Cinematic Universe 2008 The Incredible Hulk.

## Historia de publicación
Creado por Roy Thomas y Herb Trimpe, el personaje hizo su primera aparición en The Incredible Hulk (volumen 2) # 131 como un joven enojado que se hace amigo de Hulk. Durante la década de 1970, se convirtió en un personaje de apoyo regular de la serie, por lo general aparece como amigo de Bruce Banner.
En The Incredible Hulk # 232, se revela que Jim Wilson es el sobrino de Sam Wilson, el superhéroe Falcon. Aunque esta revelación ocurrió cuando Roger Stern estaba escribiendo la serie, Stern dice que el escritor anterior de Incredible Hulk, Len Wein, tuvo la idea de que estaban relacionados y que simplemente no lo entendieron durante su carrera.
Wilson fue retirado de la serie en 1980, y no regresó hasta The Incredible Hulk Vol. 2 # 388 (diciembre de 1991), en el cual se revela que Wilson era VIH- positivo. Muere de complicaciones por el SIDA en The Incredible Hulk Vol. 2 # 420 (agosto de 1994).

## Historia
James "Jim" Wilson creció en Harlem y quería viajar a lugares donde a menudo estaba en desacuerdo con su padre, Gideon Wilson, que trabajaba como ministro católico. Wilson recluta a Rick Jones para tocar en un concierto benéfico en un hospicio para pacientes con SIDA. En el camino del aeropuerto, Wilson le revela a Jones que es VIH positivo y que su novia lo dejó. Wilson se lesiona mientras protege a Jefferson Wolfe del asesino Speedfreek en el concierto benéfico. Hulk lleva a Wilson a un hospital. Más tarde, Jones y Hulk obtienen pruebas para enviar al jefe de la mafia que empleó a Speedfreek a prisión.
Wilson vuelve a aparecer en The Incredible Hulk # 420, en el que es atacado por una multitud que protesta por el hecho de que un tribunal haya ordenado a un niño infectado por el VIH que ingrese en una escuela pública. Hulk es capaz de rescatar a Wilson de la mafia, y lo lleva a las instalaciones médicas de alta tecnología en el Monte, la sede secreta del Panteón, el grupo de superhéroes del que Hulk es miembro. Se entera de que Wilson tiene SIDA, y lo ha tenido durante un tiempo. Además de las costillas rotas que sufrió en el ataque de la mafia, sufre de neumonía por Pneumocystis carinii y no tiene mucho tiempo para vivir. Recordando la transfusión de sangre que Hulk le dio a su prima, Jennifer Walters (que la convirtió en She-Hulk), Wilson le pide a Bruce Banner que le transfiera una transfusión de sangre, con la esperanza de que la sangre de Hulk actúe como una cura para el virus. Al principio, Banner se rehúsa a correr el riesgo de crear otro monstruo, pero finalmente pretende hacerle una transfusión de sangre a Wilson. Wilson le revela en privado al Dr. Harr, el médico tratante que lo atiende, que no fue engañado por el ardid de Bruce, pero de todos modos lo siguió. Poco después, Jim Wilson sucumbe a la enfermedad y muere.
Después de la muerte de Wilson, Bruce dona una gran suma de dinero al hospicio en el que trabajó Wilson para permitirles vivir cómodamente durante las próximas décadas.
Gideon Wilson culpa inexplicablemente a Hulk de la muerte de Jim y se une a Gamma Corps para buscar venganza. Aunque al final, admitió a sí mismo y a Hulk que solo culpaba a Hulk por la muerte de su hijo para evitar enfrentar su propia culpa por sus fracasos como padre.

## En otros medios
- Jim Wilson tiene una breve aparición en The Incredible Hulk interpretado por PJ Kerr. Él es un estudiante de la Universidad de Culver y junto a su amigo Jack McGee son testigos de la batalla entre Hulk y el ejército del General Ross. Él y Jack son entrevistados más tarde por la prensa sobre los eventos. Se desconoce si está relacionado con Sam Wilson en esta versión.